# سامسونگ گلکسی زد فلیپ
سامسونگ گلکسی زد فلیپ (به انگلیسی: Samsung Galaxy Z Flip) که در مناطق خاصی به عنوان "گلکسی فلیپ" فروخته می‌شود، یک تلفن هوشمند تاشو مبتنی بر اندروید است که توسط سامسونگ الکترونیکس به عنوان بخشی از مدلهای سری Z سامسونگ توسعه یافته‌است. از این گوشی اولین بار در یک تبلیغ در جریان جوایز اسکار ۲۰۲۰ رونمایی شد. این گوشی که در کنار گلکسی اس ۲۰ در ۱۱ فوریه ۲۰۲۰ رونمایی شد، در ۱۴ فوریه ۲۰۲۰ عرضه شد.
سامسونگ گلکسی زد فلیپ برخلاف سامسونگ گلکسی زد فولد، دستگاه به صورت افقی تا می‌شود و از یک پوشش شیشه ای هیبریدی با نام «نمایشگر اینفینیتی فلکس» استفاده می‌کند. این گوشی در سه رنگ برای نسخه LTE (بنفش آینه ای، مشکی آینه ای، و طلایی آینه ای) و دو رنگ برای نسخه 5G (برنزی و خاکستری) موجود است.
آی‌فیکسیت امتیاز تعمیر پذیری ۲/۱۰ را به این گوشی داده‌است.